# Крал на римляните
Крал на римляните или римски крал (на латински: Rex Romanorum; на немски: König der Römer) е титла на владетелите на Свещената Римска империя за времето между избирането им за крал и коронясването им за император. Съвременната германска историография употребява като синоним на титлата разширеното римско-немски крал (на немски: Römisch-deutscher König), за да се прави разлика между римските крале от времето на Свещената империя и царете от времето на Древния Рим..
Това название се появява в края на владетелстването на Отоновата династия, засилено по времето на император Хайнрих II.
От папите се ползва известно време с понижаваща цел титлата Rex Teutonicorum (крал на тевтонците). През Късното средновековие е използваната титла за избрания крал.
През 1508 г. Максимилиан I пръв се нарича „крал на римляните“ с разрешение на папата „избран за римски император“. След Карл V, коронован за крал на 23 октомври 1520 г., „крал на римляните“ означава кронпринц, наследник на императора (кайзера).
През 1811 г. Наполеон Бонапарт дава на сина си Наполеон Франсоа Бонапарт титлата Roi de Rome (крал на Рим).

## Крале и антикрале
С курсив са написани имената на антикралете.
- Ото II, 961 – 967 (син на Отон I)
- Отон III, 983 – 996 (син на Отон II)
- Хайнрих II Свети, 1002 – 1014 (братовчед на Отон III)
- Конрад II, 1024 – 1027
- Хайнрих III, 1028 – 1046 (син на Конрад II)
- Хайнрих IV, 1054 – 1084 (син на Хайнрих III)
- Рудолф Швабски, 1077 – 1080 (шурей на Хайнрих IV)
- Херман фон Салм, 1081 – 1088
- Конрад, 1087 – 1098 (син на Хайнрих IV)
- Хайнрих V, 1099 – 1111 (син на Хайнрих IV)
- Лотар III, 1125 – 1133
- Конрад III, 1127 – 1135
- Конрад III, 1138 – 1152 (същият)
- Хайнрих Беренгар, 1146 – 1150 (син на Конрад III)
- Фридрих I Барбароса, 1152 – 1155 (племенник на Конрад III)
- Хайнрих VI, 1169 – 1191 (син на Фридрих I)
- Филип Швабски, 1198 – 1208 (син на Фридрих I)
- Отон IV, 1198 – 1209
- Фридрих II, 1196 – 1220 (син на Хайнрих VI)
- Хайнрих VII, 1220 – 1235 (син на Фридрих II)
- Хенрих Распе, 1246 – 1247
- Вилхелм Холандски, 1247 – 1256
- Конрад IV Хоенщауфен, 1237 – 1250 (син на Фридрих II)
- Ричард Корнуолски, 1257 – 1272
- Алфонс Кастилски, 1257 – 1273
- Рудолф I, 1273 – 1291
- Адолф от Насау, 1292 – 1298
- Албрехт I, 1298 – 1308 (син на Рудолф I)
- Хайнрих VII, 1308 – 1312
- Лудвиг IV, 1314 – 1328
- Фридрих Австрийски, 1314 – 22, 1325 – 30
- Карл IV, 1346 – 47
- Карл IV, 1349 – 55 (същия)
- Гюнтер фон Шварцбург, 1349, римско-немски гегенкрал
- Венцел I, 1376 – 1378 (син на Карл IV)
- Рупрехт Пфалцки, 1400 – 1410
- Сигизмунд, 1410 – 1433 (син на Карл IV)
- Йобст/Йост, 1410 – 1411
- Алберт II, 1438 – 1439
- Фридрих III, 1440 – 1452
- Максимилиан I, 1486 – 1508 (син на Фридрих III)
- Карл V, 1519 – 1530
- Фердинанд I, 1531 – 1558 (брат на Карл V)
- Максимилиан II, 1562 – 1564 (син на Фердинанд I)
- Рудолф II, 1575 – 1576 (син на Максимилиан II)
- Фердинанд II, 1636 – 1637 (син на Фердинанд II)
- Фердинанд III, 1653 – 1654 (син на Фердинанд II)
- Йосиф I, 1690 – 1705 (син на Леополд I)
- Йосиф II, 1764 – 1765 (син на Франц I)
- Наполеон II, 1811 – 1832 (син на Наполеон I)